# Intel RapidCAD
L'Intel RapidCAD è un microprocessore general purpose x86 dell'Intel Corporation prodotto e commercializzato a partire dal 1991. In particolare è una variante dell'Intel i486DX destinata all'aggiornamento dei computer che utilizzano entrambi i microprocessori Intel i386DX e Intel 80387. Aggiornamento che ha come fine l'aumento delle prestazioni del computer.
Successore dell'Intel RapidCAD è stato l'Intel OverDrive.

## Descrizione

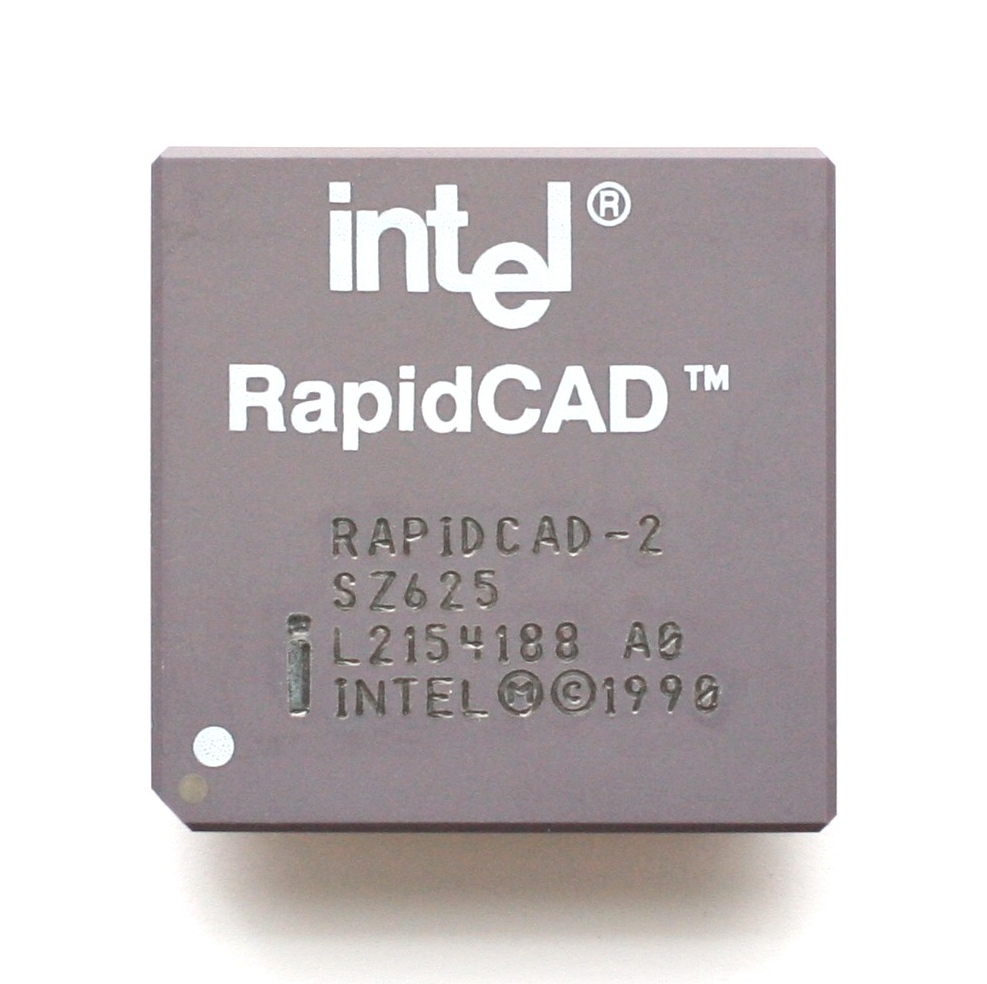
Un circuito integrato RapidCAD-2

L'Intel RapidCAD non è, come l'Intel i486DX, un microprocessore monolitico. L'Intel RapidCAD è infatti costituito non da un solo circuito integrato ma da due circuiti integrati: il RapidCAD-1 e il RapidCAD-2. Sia il RapidCAD-1 che il RapidCAD-2 hanno un package CPGA ma il RapidCAD-1 presenta 132 pin nel package, mentre il RapidCAD-2 solo 68 pin.
L'operazione di aggiornamento dei computer che utilizzano entrambi i microprocessori Intel i386DX e Intel 80387 è estremamente semplice. È sufficiente estrarre l'Intel i386DX e l'Intel 80387 dai rispettivi socket e al loro posto inserire rispettivamente il RapidCAD-1 e il RapidCAD-2.
L'Intel RapidCAD permette di migliorare limitatamente le prestazioni dell'Intel i386DX: fino al 35%. Permette invece di migliorare sensibilmente le prestazioni dell'Intel 80387: fino all'80%. Da cui il nome "RapidCAD" formato dalle parole inglesi "rapid" (in italiano "rapido") e "CAD" (acronimo dell'inglese "computer-aided design"). All'epoca infatti le operazioni di calcolo in virgola mobile nei personal computer erano utilizzate prevalentemente per il CAD.
Diversamente da quanto ci si potrebbe attendere in ragione del fatto che il RapidCAD-2 debba essere inserito al posto della FPU Intel 80387, la FPU dell'Intel RapidCAD non risiede nel RapidCAD-2 ma nel RapidCAD-1. Ciò rappresenta la causa principale delle prestazioni dell'Intel RapidCAD nei calcoli in virgola mobile: la FPU, risiedendo nel RapidCAD-1 assieme alla CPU, è collegata alla CPU nel miglior modo possibile e non è limitata dai circuiti elettronici preesistenti nel computer (circuiti elettronici pensati specificatamente per i microprocessori meno avanzati Intel i386DX e Intel 80387). Nel RapidCAD-2 sono presenti quindi solo circuiti elettronici necessari al funzionamento del computer in ragione del fatto che i circuiti elettronici preesistenti si aspettano che la FPU sia presente nel socket destinato ad ospitarla.
Un'altra differenza dell'Intel RapidCAD rispetto all'Intel i486DX risiede nell'assenza di una memoria cache incorporata.